# Trots
Pour plus de détails, voir Fiche technique et Distribution.
Trots est un film suédois réalisé par Gustaf Molander, sorti en 1952.

## Fiche technique
- Titre : Trots
- Réalisation : Gustaf Molander
- Scénario : Vilgot Sjöman d'après son roman
- Photographie : Åke Dahlqvist
- Montage : Oscar Rosander
- Musique : Erik Nordgren
- Pays d'origine : Suède
- Format : Noir et blanc - 1,37:1 - Mono
- Genre : drame
- Durée : 95 minutes
- Date de sortie : 1952

## Distribution
- Anders Henrikson : Uno Thörner
- Per Oscarsson : Rolf Thörner
- Harriet Andersson : Siv
- Eva Dahlbeck : la professeure
- John Elfström : le père de Siv
- Marianne Löfgren : Lisa
- Hugo Björne : Pater de Blaye
- Hjördis Petterson : Erika
- Stig Järrel : Principal
- Viveca Serlachius : Inga
- Jarl Kulle : Jerka
- Christina Lundquist : Marianne